# Maria Teresa Parpagliolo
Maria Teresa Parpagliolo, née à Rome en 1903 et morte en 1974 dans la même ville, est une architecte paysagiste italienne qui a travaillé sur des projets privés et publics en Italie et en Grande-Bretagne de 1920 jusqu'à sa mort. 
Elle était membre du Landscape Institute (en) britannique et considérée comme l'une des pionnières de l'aménagement paysager européen. 

## Biographie
Maria Teresa Parpagliolo a étudié avec le paysagiste Percy Stephen Cane (en) de 1931 à 1932, et a travaillé sur le projet de cimetière militaire français à Rome en 1944, qui ne voit pas le jour, avec Elena Luzzatto Valentini. Elle a également contribué à la fondation de la International Federation of Landscape Architects (en) en 1948. Elle a travaillé sur le jardin du restaurant Regatta lors du Festival de Grande-Bretagne en 1951. En 1963, Maria Teresa Parpagliolo a conçu le jardin de l'hôtel Cavalieri de Rome.

## Projets réalisés
- 1930-1932 : jardins publics à la Triennale de Monza et à Littoria.
- 1939 : projet pour l'exposition de jardins italiens au E42 (avec l'architecte Giuseppe Meccoli).
- 1940-1942 : directrice de l'Office des parcs et jardins de la municipalité de Rome.
- 1945-1946 : cimetière militaire français de Monte Mario à Rome (avec l'architecte Elena Luzzatto (en)).
- 1946 : jardins des dunes à Mablethorpe et à Sutton-on-Sea (avec l'architecte Sylvia Crowe).
- 1949-1951 : jardin du restaurant Regatta et du pavillon de l'histoire humaine au Festival de Grande-Bretagne.
- 1952-1970 : espaces verts et jardins des quartiers résidentiels romains de Vigna Clara, Due Pini, Villa Lontana, Valle Aurelia, Via Nomentana, Balduina, Horti Flaviani, Prato della Signora, Olgiata et Casal Palocco.
- 1963 : conception du parc de l'hôtel Hilton Cavalieri de Rome.
- 1968 : atrium et jardin intérieur du siège de la RAI à Viale Mazzini.
- 1970 : jardins de la Fondation Agnelli à Turin.
- 1970-1971 : projet pour le jardin Bagh-e Babur à Kaboul (commandé par l'IsMEO[5].